# Chrysotus miripalpus
Chrysotus miripalpus är en tvåvingeart som beskrevs av Octave Parent 1928. Chrysotus miripalpus ingår i släktet Chrysotus och familjen styltflugor. Inga underarter finns listade i Catalogue of Life.